# Crossfield
Crossfield es un pueblo canadiense situado en la provincia de Alberta.

## Superficie
Crossfield tiene una superficie de 11,89 km².

## Demografía
En 2021, tenía 3599 habitantes, una densidad poblacional de 302,7 hab./km², y 1381 viviendas.